# Gruppetto (musik)
 For alternative betydninger, se Gruppetto. (Se også artikler, som begynder med Gruppetto)
Gruppetto (italiensk) er en betegnelse for den musikalske forsiring, der også kaldes dobbeltslag, hvad enten denne er udskrevet med store noder, eller antydes ved tegnet ∽ eller mindre noder. 